# راندي روبنز
راندي روبنز (بالإنجليزية: Randy Robbins)‏ هو لاعب كرة قدم أمريكية أمريكي، ولد في 14 سبتمبر 1962 في كازا غراندي في الولايات المتحدة.

## وصلات خارجية
- راندي روبنز على موقع مرجع كرة القدم المحترفة.كوم (الإنجليزية)